# Józef Rapacki
Józef Rapacki (ur. 19 marca 1871 w Warszawie, zm. 31 stycznia 1929 w Olszance k. Żyrardowa) – polski malarz, grafik i rysownik, twórca sentymentalnych pejzaży.

## Życiorys

### Okres edukacji
Pochodził z warszawskiej rodziny aktorskiej; był synem Wincentego Rapackiego i Józefiny z domu Hoffman, bratem Honoraty Leszczyńskiej i Wincentego Rapackiego. W wieku 14 lat rozpoczął naukę w klasie rysunkowej Wojciecha Gersona w Warszawie (1885), gdzie zwrócono uwagę na jego talent w zakresie malarstwa pejzażowego. Po ukończeniu dwuletniego kursu u Wojciecha Gersona, w 1887 przystąpił do studiów malarskich w krakowskiej Szkole Sztuk Pięknych, gdzie przez kilkanaście miesięcy studiował pod kierunkiem takich artystów, jak Izydor Jabłoński, Florian Cynk czy Feliks Szynalewski. W 1888 opuścił uczelnię krakowską i powrócił do Warszawy, ponownie podejmując naukę u Gersona.
Okres krakowski w twórczości artysty charakteryzuje się silnym wpływem pleneryzmu, czyli tendencji do malowania widoków z natury na wolnym powietrzu (fr. en plein air), oraz przyjęciem nowoczesnych postulatów artystycznych Stanisława Witkiewicza. Rapacki tworzył wówczas przede wszystkim techniką olejną na płótnie, a dominującymi tematami jego prac były weduty, pejzaże oraz sceny rodzajowe. Druga praktyka u Wojciecha Gersona trwała niespełna rok, gdyż już w 1889 Rapacki wyjechał do Monachium. W tamtejszej Szkole Sztuk Pięknych spędził około dwóch lat pod okiem Conrada Fehra, brak jest jednak bliższych danych z tego okresu jego życia.

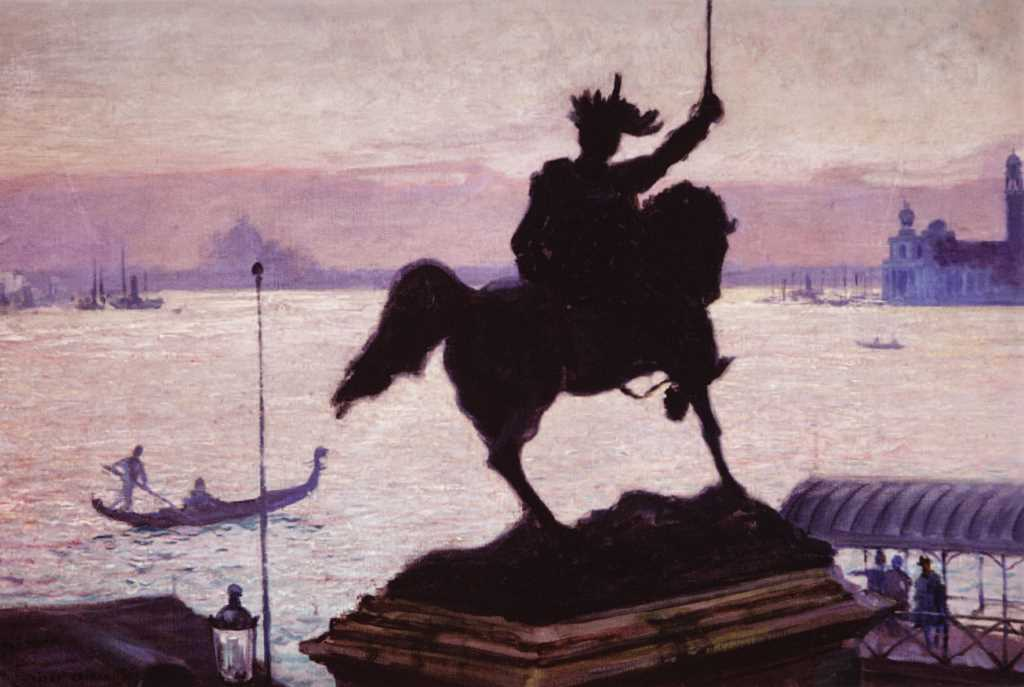
Widok z Wenecji (1913)

W Monachium zasadniczym nurtem studiów i twórczości artysty pozostało malarstwo pejzażowe; podczas pobytu przyswoił sobie pewne elementy stylu szkoły monachijskiej.
Na wpływy te wskazywano w niektórych obrazach późniejszych – takich jak Zamczysko (pierwsza wersja z 1899, druga z 1928), przedstawiające romantyczny widok zamku w mrocznym pejzażu, czy Stary młyn (1911). Po ukończeniu studiów malarz powrócił do Warszawy; okres ten charakteryzuje się wieloma podróżami, m. in. do Włoch, które po raz pierwszy odwiedził prawdopodobnie w 1898. Twórczym rezultatem tych wyjazdów były liczne przedstawienia krajobrazów włoskich, w tym widoki ogrodów i tamtejszych zabytków.

### Życie zawodowe
Po powrocie do Warszawy Rapacki rozpoczął współpracę z licznymi tamtejszymi gazetami, zapoczątkowaną w 1898 zamieszczeniem na łamach „Tygodnika Illustrowanego” reprodukcji jego pastelowego tryptyku Dzień z życia robotnika, za który otrzymał pierwszą nagrodę w konkursie Józefa Kurierowa. W 1900 malarz zagrożony poważną chorobą płuc postanowił przenieść się do Krakowa dla lepszej możliwości odbywania leczniczych wyjazdów w góry. Nie zamieszkał jednak na stałe w Małopolsce (przebywał tam tylko okresowo w latach 1901 i 1905-1907, wtedy odwiedzał m. in. Zakopane i Szczawnicę).
W roku 1907, wraz z żoną Gabrielą z Popowskich, przeprowadził się do podżyrardowskiej Olszanki, gdzie zbudował dom. Artysta prowadził bardzo bogate życie towarzyskie, gdyż mieszkali tam również krewni oraz malarze – Czesław Tański i Stefan Popowski, a w okolicznej Woli Pękoszewskiej także państwo Górscy: Jan, jego żona Maria, córka Pia – malarka, oraz synowie Jan i Konstanty – wybitny krytyk literacki i historyk sztuki. W pobliskich Radziejowicach należących do Krasińskich, bywali najważniejsi polscy malarze końca XIX wieku, w tym Józef Chełmoński, a w pałacu w Guzowie rezydowali przedstawiciele rodu Sobańskich.
Rapacki zmarł w wieku 58 lat na skutek powikłań pogrypowych. Pochowano go na cmentarzu w Puszczy Mariańskiej. Wiele z jego prac zostało rozlosowanych wśród członków Towarzystwa Zachęty Sztuk Pięknych.

## Twórczość

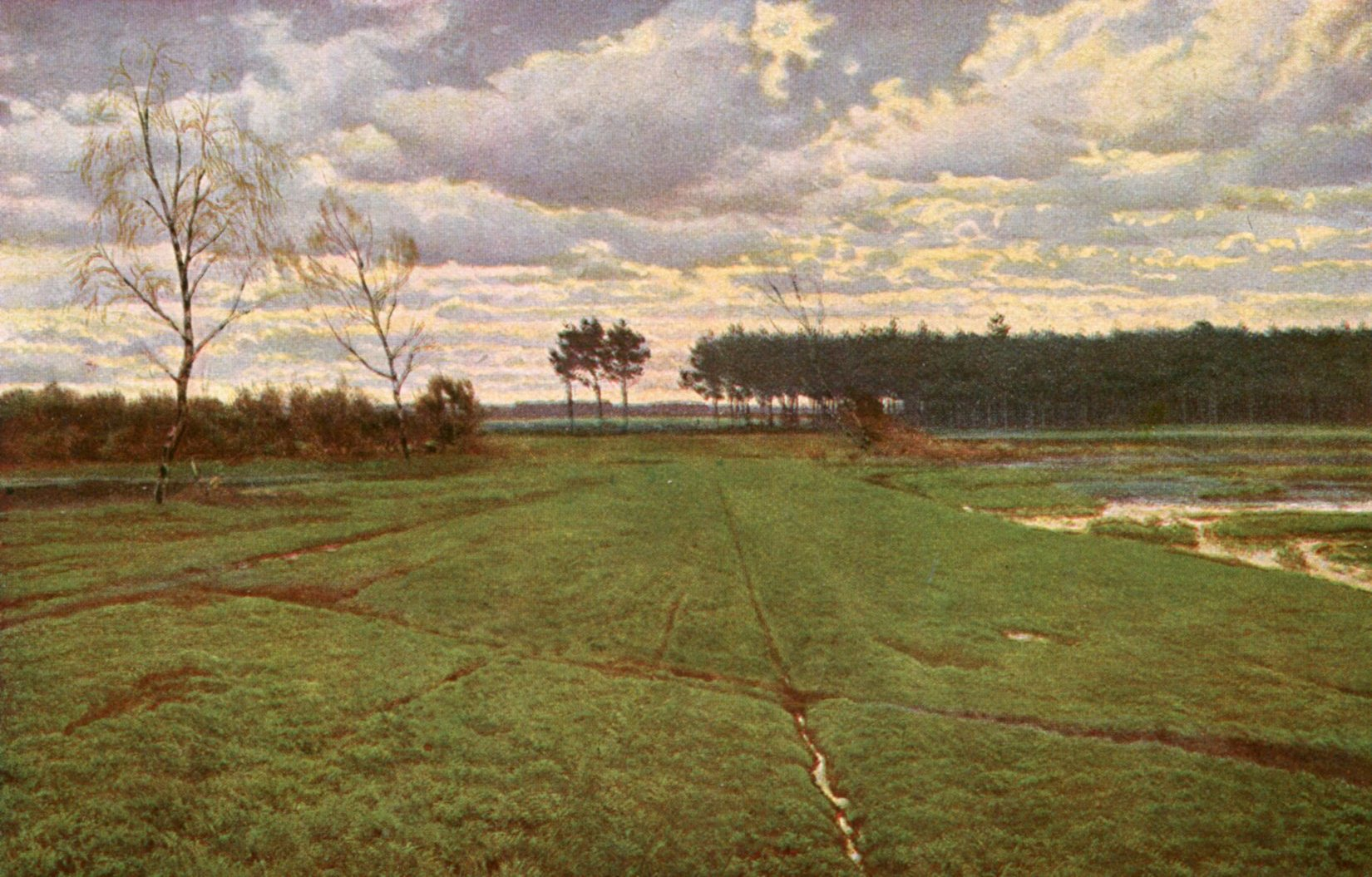
Jeden z typowych pejzaży artysty (Ozimina)

Lata pobytu w Olszance były bardzo płodne w twórczości Rapackiego; najważniejsze są w nim dwa cykle pejzażowe: Z mazowieckiej ziemi i Dookoła mej siedziby. W Olszance powstawały najczęściej kojarzone z artystą widoki rozległych łąk, rozlewisk i zarośli, często zanurzone we mgle i przesycone promieniami słońca położonego nisko nad horyzontem (o wschodzie lub zachodzie). Niekiedy malarz w kompozycje przedstawiające łąki włączał pojedyncze drzewa, najczęściej o secesyjnym rysunku, pełniące jakby rolę solitera w ogrodzie krajobrazowym. Pod Żyrardowem powstały także niektóre pejzaże z dalszych obszarów Mazowsza, jak np. Wisła pod Bielanami (1903). Szczególnie dużo uwagi poświęcił później okupacji niemieckiej podczas pierwszej wojny światowej (cykl Pro memoria. Prusak w Polsce); liczne rysunki nawiązujące do wydarzeń lat 1915–1918 publikowano w prasie warszawskiej. W większości prac malarz sięgał do repertuaru środków realistycznych.

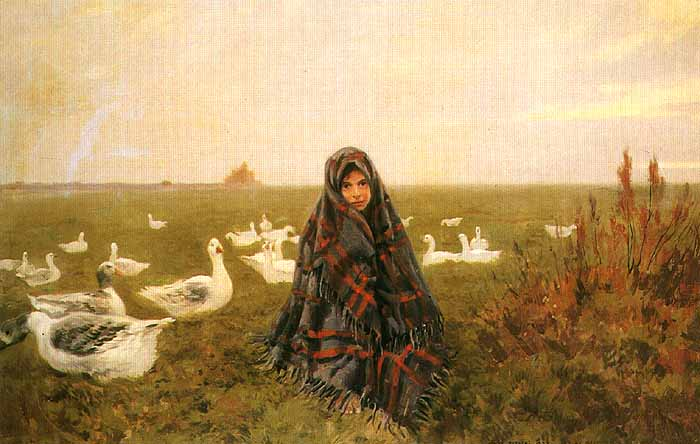
Scena rodzajowa z pejzażem akcentowanym (Gęsiarka)

Początkowo twórczość Rapackiego pozostawała pod wpływem Wojciecha Gersona, potem także szkoły monachijskiej; już w okresie studiów w Szkole Sztuk Pięknych w Krakowie w latach 1887–1888 był pod silnym wpływem nowoczesnych prądów artystycznych, w tym nurtu młodopolskiego oraz pleneryzmu i impresjonizmu (za pośrednictwem Józefa Pankiewicza i jego Targu na kwiaty przed kościołem la Madeleine). Targ … został wystawiony w „Zachęcie” w 1890; po tej wystawie Rapacki wykonał kilka płócien „nie tyle z impulsu wewnętrznego powstałych, ile raczej gwoli dogodzenia doktrynie. Miały te obrazy swe zalety artystyczne, były bardzo żywe w barwach, zwłaszcza Ogród Frascati, o bogatym motywie przepychu kwiatów w słońcu…”. Wpływy impresjonistyczne widoczne są np. w obrazach Autoportret w ogrodzie (1924) czy Malarz Kazimierz Lasocki na tle jesiennego pejzażu (1914).
Najwięcej jednak prac Rapackiego to pejzaże, dokumentujące głównie pejzaż mazowiecki, utrzymane w charakterystycznej konwencji opartej na przedstawianiu iluzjonistycznej, rozległej przestrzeni; czasem urozmaiconej pojedynczym akcentem (Pejzaż zimowy, 1908). Często przedstawiał mgłę, powierzchnię zbiorników wodnych, zarośla, światło słoneczne rozświetlające chmury.

### Portrety

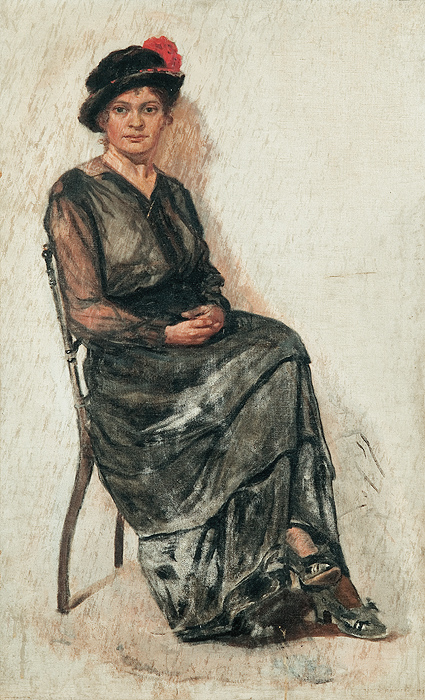
Portret kobiecy

Portret w twórczości Rapackiego odgrywał drugorzędną rolę. Większość osób portretowanych to rodzina malarza, ojciec i siostry. Nawiązując do konwencji portretu sarmackiego, artysta m. in. sportretował ojca przedstawiając go jako Karola Radziwiłła „Panie Kochanku”. Co najmniej kilkakrotnie malował portrety swojej siostry Honoraty Leszczyńskiej, poza tym wśród portretowanych bywały też postacie z artystycznej elity Warszawy, m.in. śpiewaczka Lucyna Messal.
Parokrotnie portretował samego siebie; za specyficzną formę realizacji dzieła portretowego można uznać obraz Wizja artysty, powstały zapewne pod wpływem malarstwa Jacka Malczewskiego, a przypominający tak znane płótna jak Melancholia. Przedstawiony na obrazie malarz zasłania twarz dłonią, jednakże można rozpoznać w nim Rapackiego, m. in. dzięki fryzurze.
Rysunki wykonywał artysta na ogół na żywo, notując skrzętnie setki szczegółów krajobrazu, które często pojawiają się także na płótnach; szczegółowość ta wywoływała nawet zarzuty o przesadny naturalizm.

### Wystawy
Jako wystawca Rapacki był niezwykle aktywny: uczestniczył w co najmniej 15 ekspozycjach. Pierwsze wystawy jego prac miały miejsce ok. 1888, tj. w roku opuszczenia krakowskiej Szkoły Sztuk Pięknych i powrotu do pracowni Gersona. Początkowo prezentował obrazy na Salonie Aleksandra Krywulta oraz w Towarzystwie Zachęty Sztuk Pięknych. Od 1922 wystawiał razem z grupą Pro arte, do której należał. Eksponował swe prace także w Krakowie (w Towarzystwie Przyjaciół Sztuk Pięknych w Krakowie), Berlinie (Wystawa powszechna w 1893), we Lwowie (na wystawie sztuki powszechnej zdobył srebrny medal za obraz Pierwszy śnieg), w Paryżu (w 1900 zdobył tam wyróżnienie mention honourable), w Kielcach (wystawa indywidualna w 1925). W 1927 otrzymał w Towarzystwie Zachęty Sztuk Pięknych dyplom honorowy za całą działalność artystyczną, a w 1930 urządzono mu tam wystawę pośmiertną.

## W zbiorach muzealnych

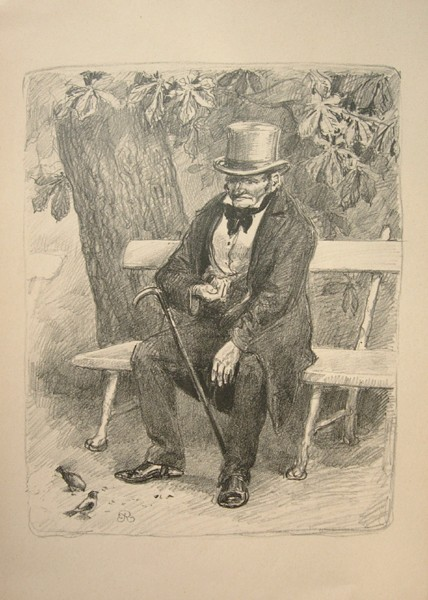
Jedna z rodzajowych grafik (Na ławce)

### Muzeum Mazowsza Zachodniego
Stosunkowo duży zbiór dzieł artysty stanowi własność Muzeum Mazowsza Zachodniego w Żyrardowie, w którym znajdują się:
- Autoportret, olej na płótnie, owal 43 × 30 cm, nr inw. MŻ/S/8 (nabyty do zbiorów muzeum od J. B. Słojewskiej w 1972 r., sygn. V/VI 1922 JR)
- Autoportret we wnętrzu, olej na płótnie, 65 × 53 cm, nr inw. MŻ/S/720 (zakupiony na aukcji w Warszawie w 1994 r., sygn. JÓZEF RAPACKI 1927 OLSZANKA)
- Brzoza, litografia, 85,5 × 61 cm, nr inw. MŻ/S/881 (podarowany pokojówce w dworze w Olszance, Stanisławie Wojence, nabyta od rodziny w 1996 r., sygn. Józef Rapacki)
- Las, akwarela na papierze, 18 × 24 cm, nr inw. MŻ/S/868 (zakupiony w Warszawie w 1996 r., sygn. Józef Rapacki)
- Park zimą, akwarela, 21,5 × 28 cm, nr inw. MŻ/S/398 (zakupiony w 1993 r., sygn. JÓZEF RAPACKI 1900)
- Pejzaż jesienny z brzozami, olej na płótnie, 51 × 80 cm, nr inw. MŻ/S/867 (zakupiony w 1996 r., sygn. JÓZEF RAPACKI 1923)
- Pejzaż mazowiecki, olej na tekturze, 17 × 26,5 cm, nr inw. MŻ/S/12 (przekazany do zbiorów muzeum w 1963 r. przez Wojewódzkiego konserwatora Zabytków w Warszawie, sygn. JÓZEF RAPACKI)
- Uliczka w Kazimierzu, olej na płótnie, 47,5 × 64 cm, nr inw. MŻ/S/728 (zakupiony od Marii Kaczorowskiej w 1994 r., sygn. JÓZEF RAPACKI 1891)
- Pejzaż wiejski, olej na tekturze, 17 × 22,5 cm, nr inw. MŻ/S/719 (zakupiony w 1994 r., sygn. MALOWAŁ JÓZEF RAPACKI W 1[886?])
- Pejzaż z kaczeńcami, olej na tekturze, 68 × 88 cm, nr inw. MŻ/S/143 (zakupiony w Warszawie w 1992 r., sygn. JÓZEF RAPACKI 1928. OLSZANKA)
- Polny krzyż, ołówek, karton, 31 × 42 cm, nr inw. MŻ/S/144 (zakupiony w 1992 r., sygn. Józef Rapacki 1919)
- Portret Żyda, ołówek, tektura, 35,5 × 27,5 cm, nr inw. MŻ/S/882 (zakupiony w 1996 r., sygn. JR)
- Sprzedawca obrazów, olej na płótnie, 64 × 75,5 cm, nr inw. MŻ/S/397 (zakupiony w 1993 r. sygn. JÓZEF RAPACKI 1901 rok WARSZAWA)
- Ścieżka w lesie, olej na płótnie, 150 × 200 cm, nr inw. MŻ/S/866 (zakupiony w 1995 r., sygn. JÓZEF RAPACKI 1913 r. OLSZANKA)
- W cieniu brzóz, akwarela, 82,5 × 101 cm, nr inw. MŻ/S/879 (zakupiony w 1996 r., sygn. JÓZEF RAPACKI 1921)
- Wieczór na wsi, olej na tekturze, 20 × 26 cm, nr inw. MŻ/S/718 (zakupiony w Warszawie w 1994 r., sygn. Józef Rapacki 1886 r.)

### Muzeum Warszawy

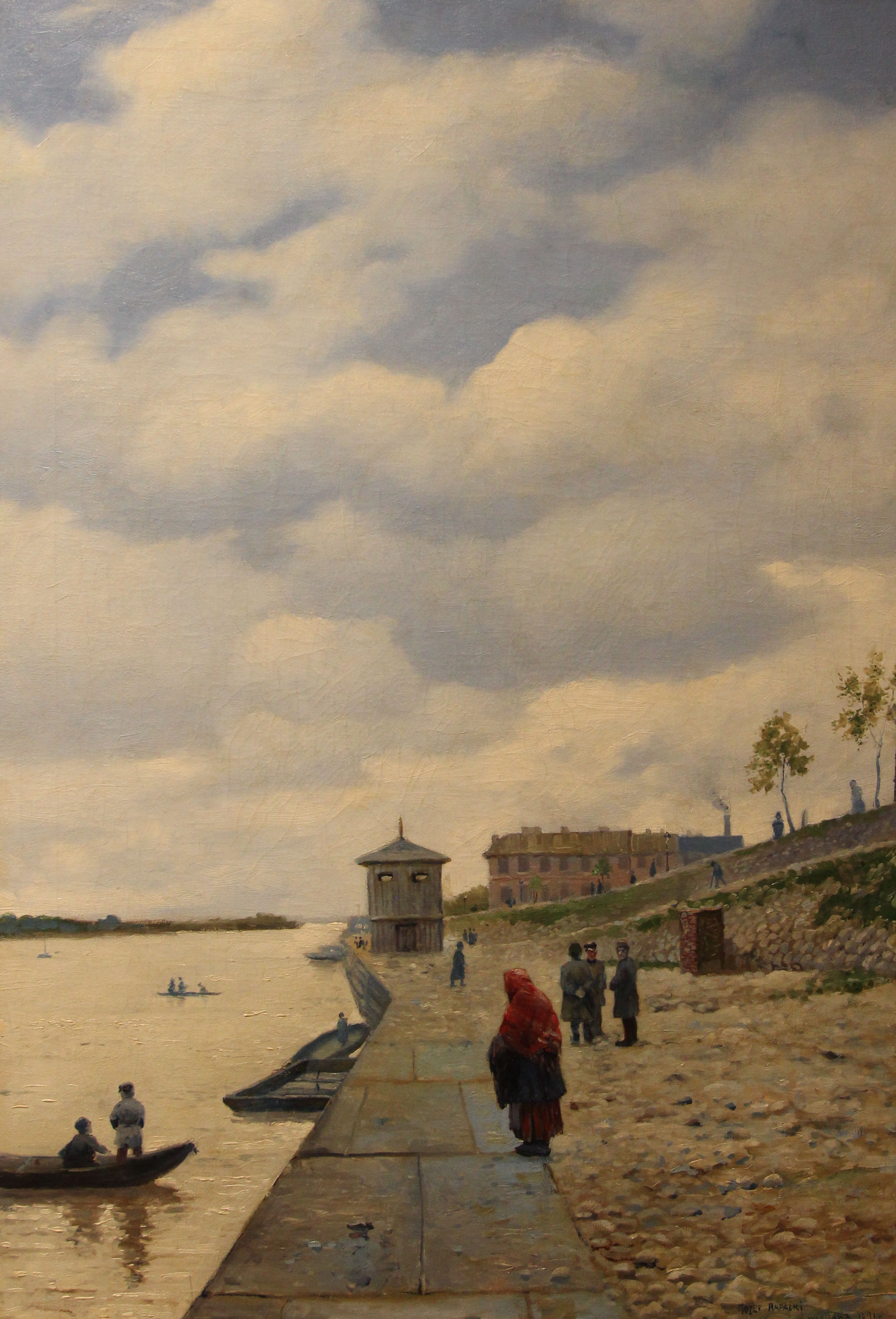
Brzeg Wisły (1891)

- Autoportret (pocz. XX w.), olej na płótnie, 112 × 65 cm, niesygnowany, Muzeum Warszawy, nr inw. MHW 24533
- Autoportret z profilu (ok. 1900), olej na płótnie, 46 × 37,5 cm, niesygnowany, Muzeum Warszawy, nr inw. MHW 29267
- Brzeg Wisły (1891), olej na płótnie, 99 × 68,4 cm, sygn. Józef Rapacki Warszawa 1891, Muzeum Warszawy, nr inw. MHW 1969
- Widok warsztatu kamieniarskiego w Warszawie (1901), olej na płótnie, 90 × 120 cm, sygn. Józef Rapacki 1901 w Warszawie, Muzeum Warszawy, nr inw. MHW 19565
- Wnętrze kawiarni (XIX/XX w), akwarela, 50,8 × 72,6 cm, sygn. J Rapacki, Muzeum Warszawy, nr inw. MHW 43
- Wnętrze kawiarni Ziemiańska (1926), olej na płótnie, 145 × 200,5 cm, sygn. Józef Rapacki – Warszawa 1926, Muzeum Warszawy, nr inw. MHW 17910

### W innych kolekcjach
Obrazy olejne
- Hrabia i Gerwazy – scena z „Pana Tadeusza” (1890), olej na płótnie, 61 × 44 cm, sygn. Józef Rapacki, Muzeum Literatury im. Adama Mickiewicza w Warszawie, nr inw. ML.K.933
- Jezioro (1900), olej na płótnie, 47 × 101,5 cm, sygn. Józef Rapacki 1900 rok 20 maja Warszawa, Muzeum Narodowe w Krakowie, nr inw. II-b-528
- Krajobraz nizinny (1892), olej na płótnie, 38,5 × 65 cm, sygn. Józef Rapacki 1892 rok, Muzeum Narodowe w Krakowie, nr inw. II-b-897
- Pejzaż ze Szczawnicy (1893), olej na płótnie, 121 × 150,5 cm, sygn. Józef Rapacki 1893 rok Szczawnica, Muzeum Narodowe w Krakowie, nr inw. II-b-3067
- Powódź (1897), olej na płótnie, 89,5 × 60 cm, sygn. Józef Rapacki 1897 Warszawa 27 VI, Muzeum Narodowe w Krakowie, nr inw. II-b-529
- Staw w lesie (1892), olej na płótnie, 66 × 86 cm, sygn. Józef Rapacki 1892 – Wola Pękoszewska, Muzeum Narodowe w Krakowie, nr inw. II-b-915

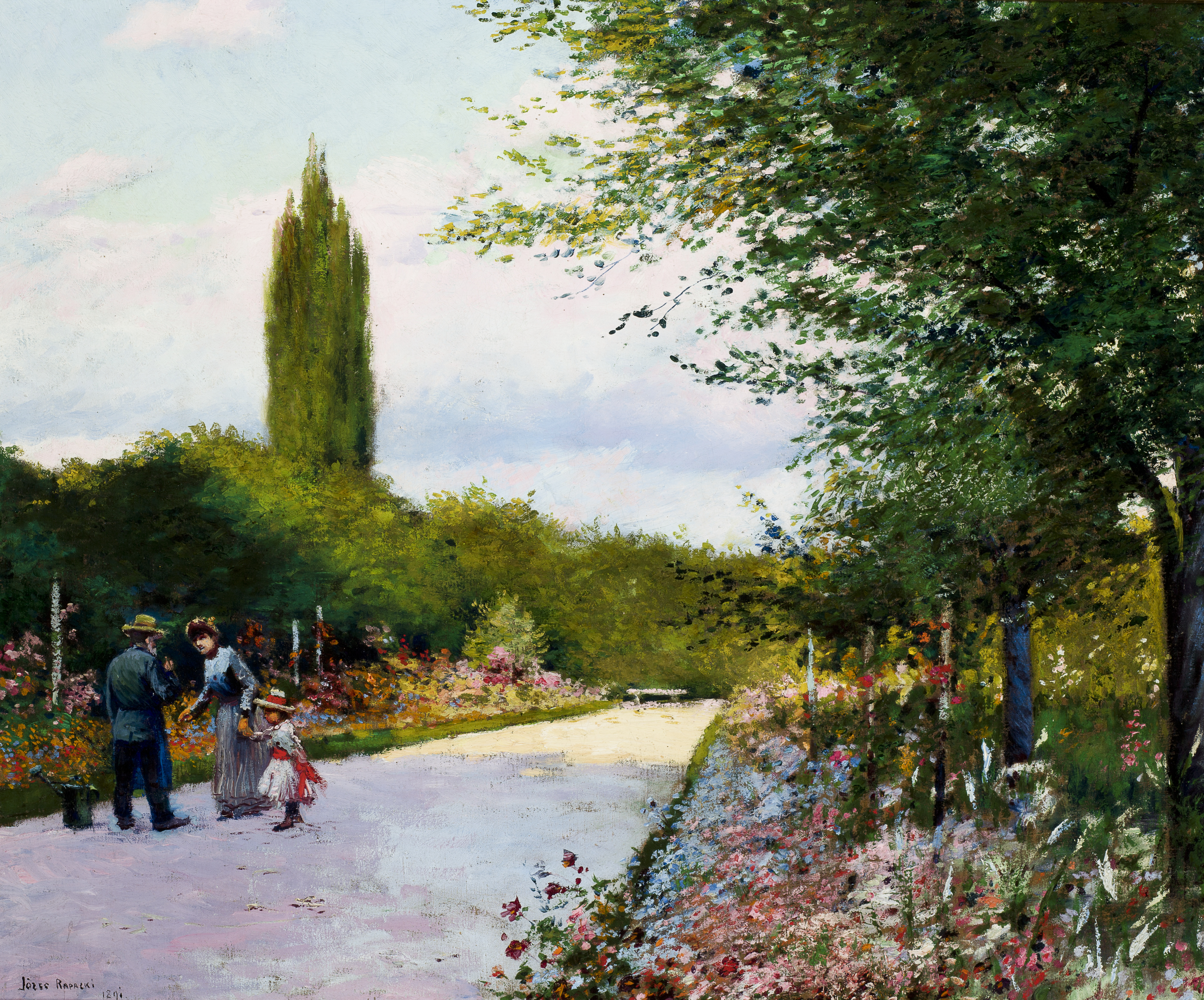
W ogrodzie (1891)

- W ogrodzie (1891), olej na płótnie, 79 × 95 cm, sygn. Józef Rapacki 1891, Muzeum Narodowe w Krakowie, nr inw. II-b-150
- Kobieta z chrustem (1891), olej na płótnie, 120 × 60,5 cm, sygn. J. Rapacki 1891, Muzeum Okręgowe w Lesznie, nr inw. 334
- Widok warsztatu kamieniarskiego w Warszawie (1901), olej na płótnie, 90 × 120 cm, sygn. Józef Rapacki 1901 w Warszawie, Muzeum Warszawy, nr inw. MHW 19565
- Zaułek miejski z bożnicą Izaaka na Kazimierzu w Krakowie (1889?), olej na płótnie, 48,5 × 36 cm, sygn. J. Rapacki, Żydowski Instytut Historyczny, Warszawa, nr inw. ŻIH A-277
- Mgły poranne (1909), olej na płótnie, 53,4 × 92,3 cm, sygn. JÓZEF RAPACKI 1909 r., Muzeum KUL w Lublinie (dar Stanisławy i Tadeusza Witkowskich z 1991 r.), nr inw. MU KUL I-138
- Gęsiarka (1922), olej na płótnie, 101 × 150 cm, sygn. JÓZEF RAPACKI 1922./OLSZANKA, kolekcja prywata.

Akwarele
- Olszanka (1920), akwarela, ołówek na papierze, 26 × 39 cm, sygn. Józef Rapacki Olszanka 1920, Muzeum Okręgowe w Białymstoku, nr inw. MB/S/1788
- Przy studni (1896), akwarela na tekturze, 38 × 48 cm, sygn. J.Rapacki 1896 r. 18/XII, Muzeum Okręgowe w Suwałkach, nr inw. MS/S/527
- Widok morza (1899), akwarela na papierze, 17 × 35,5 cm, sygn. JÓZEF RAPACKI / 1899 r., Muzeum Narodowe w Warszawie, nr inw. Rys. Pol.12569

Grafiki
- Chata (1921), litografia na papierze, 44 × 56,6 cm, sygn. 16 JR 21, Muzeum Okręgowe w Lesznie, nr inw. 1122
- Chata, litografia na papierze, 44 × 57 cm, sygn. J. Rapacki, Muzeum Okręgowe w Lesznie, nr inw. 1123

### Cykle graficzne
- Z dawnej i niedawnej Warszawy. Album typów ulicznych, ok. 1915 r., nakładem Biblioteki Domu Polskiego
- Pro memoria. Prusak w Polsce, 1915-1918 r., nakładem Tygodnika Illustrowanego